# Capo Caccia
Capo Caccia este o arie protejată (arie de protecție specială avifaunistică — SPA) din Italia întinsă pe o suprafață de 4.184 ha, din care 45 % marine.

## Localizare
Centrul sitului Capo Caccia este situat la coordonatele 40°34′18″N 8°13′34″E / 40.571608°N 8.226216°E.

## Înființare
Situl Capo Caccia a fost declarat arie de protecție specială avifaunistică în iulie 2009 pentru a proteja 2 specii de plante și 40 de specii de animale.

## Biodiversitate
Situată în ecoregiunea mediteraneană, aria protejată conține 19 habitate naturale: Matorral arborescenți cu Juniperus spp., Tufărișuri termo-mediteraneene și de pre-deșert, Pante stâncoase calcaroase cu vegetație casmofită, Phrygana din Mediterana de Vest de pe vârfurile falezelor (Astragalo-Plantaginetum subulatae), Straturi cu Posidonia (Posidonion oceanicae), Peșteri marine scufundate complet sau parțial, Peșteri inaccesibile publicului, Pajiști uscate seminaturale și facies de acoperire cu tufișuri pe substraturi calcaroase (Festuco-Brometalia) (* situri importante pentru orhidee), Tufărișuri halofile mediteraneene și termo-atlantice (Sarcocornetea fruticosi), Pășuni mediteraneene udate de apa mării (Juncetalia maritimi), Vegetație anuală la limita mareei, Faleze cu vegetație de Limonium spp. endemic de pe coastele mediteraneene, Golfuri mici largi și golfuri puțin adânci, Phrygana endemică cu Euphorbio-Verbascion, Pseudostepă cu ierburi și specii anuale de Thero-Brachypodietea, Recifuri, Formațiuni scunde de Euphorbia în apropierea falezelor, Păduri de Olea și Ceratonia, Păduri de Quercus ilex și Quercus rotundifolia.
La baza desemnării sitului se află mai multe specii protejate:
- plante (2): Brassica insularis, Centaurea horrida
- păsări (27): Alectoris barbara, fâsă-de-câmp (Anthus campestris), egretă mare (Ardea alba), pasărea ogorului (Burhinus oedicnemus), Calonectris diomedea, caprimulg (Caprimulgus europaeus), erete de stuf (Circus aeruginosus), erete vânăt (Circus cyaneus), erete cenușiu (Circus pygargus), dumbrăveancă (Coracias garrulus), egretă mică (Egretta garzetta), presură de grădină (Emberiza hortulana), șoim călător (Falco peregrinus), vânturel de seară (Falco vespertinus), muscar-gulerat (Ficedula albicollis), vulturul pleșuv sur (Gyps fulvus), Hydrobates pelagicus, sfrâncioc roșiatic (Lanius collurio), Larus audouinii, ciocârlie de pădure (Lullula arborea), gaia neagră (Milvus migrans), vultur pescar (Pandion haliaetus), viespar (Pernis apivorus), Phalacrocorax aristotelis desmarestii, Puffinus yelkouan, Sylvia sarda, silvie de tufiș (Sylvia undata)
- amfibieni (1): Discoglossus sardus
- mamifere (7): liliac cu aripi lungi (Miniopterus schreibersii), liliac cu picioare lungi (Myotis capaccinii), muflon (Ovis aries musimon), liliacul mare cu potcoavă (Rhinolophus ferrumequinum), liliacul mic cu potcoavă (Rhinolophus hipposideros), liliacul cu potcoavă a lui méhely (Rhinolophus mehelyi), delfin mare (Tursiops truncatus)
- nevertebrate (1): Papilio hospiton
- reptile (4): Caretta caretta, țestoasa de baltă (Emys orbicularis), Euleptes europaea, țestoasă bănățeană (Testudo hermanni)

Pe lângă speciile protejate, pe teritoriul sitului au mai fost identificate 22 de specii de plante, 88 de specii de păsări, 2 specii de amfibieni, 1 specie de mamifere, 3 specii de nevertebrate, 2 specii de pești.